# Lom-onderwijs
Lom-onderwijs werd van 1952 tot 1998 gegeven op Nederlandse scholen voor kinderen met leer- en opvoedingsmoeilijkheden (afgekort tot lom). De schoolsoort is in 1998 samen met het MLK-onderwijs opgegaan in het vmbo. Beide onderwijsvormen zijn samengevoegd tot een nieuwe onderwijssoort: het speciaal basisonderwijs (SBO). Lom-scholen waren vooral bedoeld voor kinderen met beperkte leerachterstanden en een sociaal- emotionele opvoedingsproblematiek.

## Onderwijs
Het speciaal basisonderwijs geeft naast basisonderwijs ook lessen over opvoeding en gezond redzaamheid gedrag, kinderen kunnen zo leren met elkaar om te gaan. Omdat er veel concentratie voor nodig is zijn de klassen kleiner en is er meer aandacht voor het kind zelf. 
Ook is er op het speciaal basisonderwijs in het gebied van opvoeding meestal een psycholoog bij om met het kind te praten en te leren met anderen om te gaan, ook is er een logopedist aanwezig om het kind te helpen leren spreken.

## Plaatsingscriteria
Kinderen komen in aanmerking als ze of door een benedengemiddelde intelligentie (beneden de 85) of door gedragsproblemen (bijvoorbeeld een aan autisme verwante stoornis, ADHD etc.) of door een combinatie van beide moeite hebben op het reguliere onderwijs mee te komen. 
Kinderen met een lagere intelligentie kunnen terecht in cluster 3 van het speciaal onderwijs (SO) en kinderen met een emotionele stoornis, gedragsstoornis of ontwikkelingsproblemen kunnen terecht in cluster 4 van het speciaal onderwijs.